# 岸良一
岸 良一（きし りょういち、1890年（明治23年）5月2日 - 1962年（昭和37年）1月21日）は、日本の農林官僚。参議院議員（緑風会）。

## 経歴
東京府出身。1915年（大正4年）、東京帝国大学農科大学を卒業し、一年志願兵として軍務についた。1917年（大正6年）に農商務省に入り、畜産試験場技手・農商務技手となり、1918年（大正7年）から緬羊研究のためにイギリス・アメリカ合衆国に留学した。帰国後、農商務技師、農林技師となり、畜産局で鶏卵増産奨励運動の事務にあたった。1932年（昭和7年）、関東軍特務部員となり、1934年（昭和9年）には満洲国実業部林務司長に就任した。その後、農林省で林野局長、畜産局長、農務局長を歴任し、1942年（昭和17年）に馬政局長官となった。
退官後は満洲国林産公社理事長、日本畜産協会会長、全国耕地協会会長、畜産技術連盟会長、日本緬羊協会会長、全国酪農業協同組合連合会会長、農林資源調査所理事長などを務めた。
1953年（昭和28年）、第3回参議院議員通常選挙に出馬し、当選を果たした。